# Aniara (opera)
Aniara je opera o dvou dějstvích a sedmi obrazech švédského skladatele Karla-Birgera Blomdahla. Libreto napsal básník Erik Lindegren na základě textů z básnické sbírky Harryho Martinsona. Premiéra se konala v Královské opeře (Kungliga Operan) ve Stockholmu dne 31. května 1959.

## Inscenační historie
První inscenace v Královském divadle ve Stockholmu dosáhla 100. představení v roce 1968 a naposledy se po 109. hrála v září 1970. Na základě této inscenace vznikla i televizní inscenace ve scénografii a kostýmech Nilse Svenwalla: byla vysílána 23. října 1960 a v srpnu 1969. Stockholmská inscenace byla obnovena na deset představení v roce 1985.
Další inscenace:
- Hamburk, Hamburgische Staatsoper, premiéra březen 1960, režie a choreografie Günther Rennert, scéna Teo Otte, kostýmy Rosemarie Jakameit
- Brusel, Théâtre Royal de la Monnaie, premiéra prosinec 1960, režie Göran Gentele, scéna a kostýmy René Moulaert, choreografie Maurice Béjart
- Darmstadt, Landestheater, premiéra prosinec 1963, režie a choreografie Harro Dicks, scéna Herbert Kirchhoff, kostýmy Elli Büttner
- Malmö, Stadsteater, premiéra duben 1977, režia Leif Söderström, scéna a kostýmy Göran Arfs, choreografie Donya Feuer
- Göteborg, Göteborgs Operan, premiéra 15. října 1994, režie Marie Feldtmann, scéna Lars Östbergh, kostýmy Annasofie Nyberg, choreografie Virpi Pahkinen[3]

## Osoby a první obsazení
| osoba                                                  | hlasový obor         | premiéra (31.5.1959)           |
| ------------------------------------------------------ | -------------------- | ------------------------------ |
| Mimarobe                                               | baryton              | Erik Sædén                     |
| Slepá básnířka                                         | vysoký soprán        | Margareta Hallin               |
| Daisi Doody                                            | soprán               | Kjerstin Dellert               |
| Chefone                                                | basbaryton           | Arne Tyrén                     |
| 1. hlavní technik                                      | vysoký lyrický tenor | Sven-Erik Vikström             |
| 2. hlavní technik                                      | tenor                | Arne Ohlson                    |
| 3. hlavní technik                                      | baryton              | Bo Lundborg                    |
| Komik Sandon                                           | vysoký buffo tenor   | Olle Sivall                    |
| Slepý muž                                              | tenor                | Ragnar Ulfung                  |
| Isagel                                                 | tanečnice            | Loulou Portefaix               |
| Yaal. Libidel, Chebeba, Gena a jejich zrcadlové obrazy | tanečníci            | …                              |
| Hluchoněmý muž                                         | mim                  | …                              |
| Vesmírní kadeti, pasažéři (sbor a balet)               |                      |                                |
| Dirigent:                                              | Dirigent:            | Sixten Ehrling                 |
| Režie:                                                 | Režie:               | Göran Gentele                  |
| Scéna a kostýmy:                                       | Scéna a kostýmy:     | Sven Erixon, X:et              |
| Choreografie:                                          | Choreografie:        | Birgit Åkesson, Kåre Gundersen |

## Děj opery

### První dějství
(1. obraz) (Galaktický prostor) Z orchestru zní signály v Morseově abecedě: A-N-I-A-R-A a S-O-S. Sbor emigrantů z planety Země – Doris žalostně vzpomíná na svou kdysi krásnou planetu, nyní zničenou člověkem – „králem popela“ (sbor Vi kom från Jorden, Doris land).
(Aniara) Mimarobe, operátor obřího počítače nadaného duší nazývaného Mima na palubě vesmírné lodi „Aniara“, trochu jako lidový kronikář popisuje svůj život: již třicet let odváží na planety Tundra 3 (Mars) a Venuši uprchlíky z válkou zmítané Země (árie Förflyttningen till Tundra tre tog nio år). Do toho zaznívá „šťastná píseň vesmírných kadetů“ (Snart er den här min sköna gjutjärnstid) mísící se s písní hořekujících žen. Mimarobe vzpomíná na nepopsatelně kruté zločiny, jichž byl svědkem na Zemi, nyní zničené chemickými zbraněmi a radioaktivním zářením (I mörka gruvor innestängs de folkslag). I emigranti si připomínají poslední katastrofu – plamen „fototurbu“, který zničil všechen život (sbor Det var den onda tid då God i flamman).

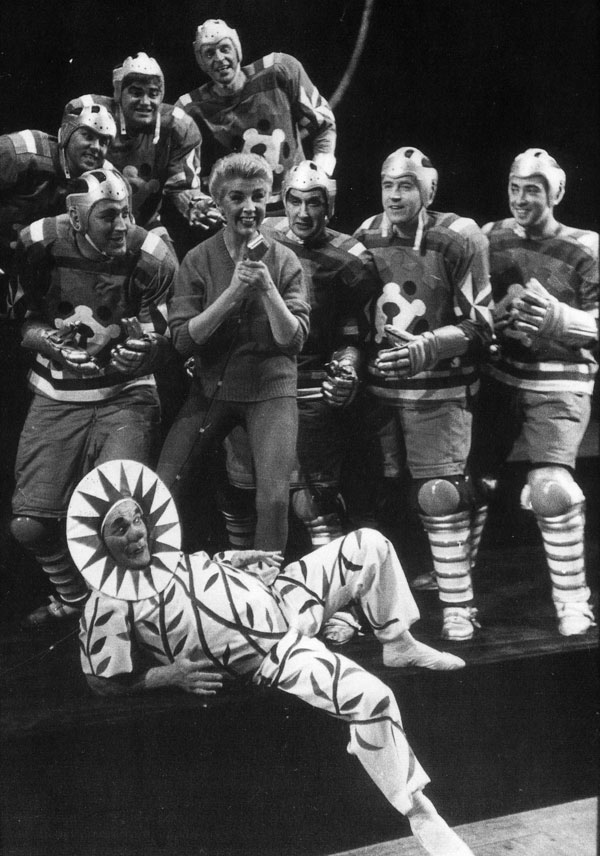
Kjerstin Dellert jako Daisi Doody, Olle Sivall jako Sandon a „vesmírní kadeti“ při premiéře Aniary v roce 1959.

(Obraz 2) Cestující tančí na oslavu letního slunovratu ve Velkém shromaždišti nespoutaný tanec „yurg“. Loď má brzy přistát na Marsu. Zpěvačka Daisi Doody zpívá píseň v lahodném dorisburském dialektu (Doon nain i dorismon fey vanni geyu). Komik Sandon předvádí své úspěšné hudební číslo „Blärran“ (Med blärra jag i rymden far). Loď se náhle kymácí a rotuje, vypukne panika. Když se kurs stabilizuje, vstupuje diktátor zvaný Chefone se třemi hlavními techniky, kteří vysvětlují situaci: Aniara se musela vyhnout asteroidu a minula Mars, pokoušela se uniknout přitažlivosti Jupitera a opustila svou dráhu. Nyní směřuje volným kosmem k souhvězdí Lyry a návrat či změna směru již nejsou možné (tercet En nödgir för asteroiden Hondo). Na Chefoneho pokyn utěšuje vyděšené cestující první hlavní technik: Už se staly i horší nehody, jedna z evakuačních lodí utonula v kapalném héliu na Jupiteru (árie Det är inte första gång det händer). Chefone lidem připomíná, že dějiny vždy vyžadovaly lidské oběti a že oni mají štěstí – mohli zahynout v nějaké katastrofě, místo toho budou moci v klidu dožít své životy, jež jednou tak jako tak skončí (árie På släktets färd har alltid offer krävts). Rozkazuje lidem pokračovat v oslavě. Tanec se váhavě znovu rozběhne, brzy však degeneruje ve všeobecnou paniku.
(Mezihra, před oponou) První hlavní technik přirovnává Aniaru plující nezměrným vesmírem do neznáma k bublince pomalu putující skleněným pohárem božského ducha.
(3. obraz) (Mimin sál) Od 2. obrazu uplynulo sedm let. Mima vysílá obrazy z minulosti i přítomnosti Doris a lidé se jí klanějí jako božstvu. Mimarobe popisuje kouzlo počítače, jehož je ochráncem, a obdivuje nebeskou a nedostupnou krásu pilotky Isagel (tu představuje tanečnice), poté spouští Mimu (árie Jag sköter miman, lugnar emigranten… Med Isagel, den kvinnliga piloten… Där synes Doris, nu på sjätte året. Isagel odchází, přicházejí cestující, kteří okouzleně sledují obrazy vysílané Mimou (sbor Vi kom från Jorden, Doris land). Obrazy však náhle ztemní a oslepující záblesk zvěstuje konec Doris – Země byla zničena obrovským výbuchem (magnetofonový pás – „Mimaband I“).
Lidé jsou zoufalí, vypuká panika. Komik Sandon paroduje dřívější utěšování techniků (píseň Det kunda varit like illa här) – můžeme být na Aniaře spokojeni, jinde je to mnohem horší. Hluchoněmý muž (pantomima tlumočená Mimarobem Så talade den döve, som var stum) a slepý muž (árie Det ohyggeligt starka skenet) popisují hrůzy ze zániku Země. Nakonec Mima vysílá poslední pozdrav z Doris (magnetofonový pás – „Mimaband II“).

### 2. dějství
(1. obraz) (Mimin sál) Mima povolala Mimeroba k sobě; je svědkem jejího umírání (magnetofonový pás – „Mimaband III“). Přicházejí Isagel a Chefone. Isagel tančí zármutek nad Miminou smrtí, Chefone se sarkasticky ptá, co se stalo. Mimerobe předává Chefonemu Mimino poselství: počítač nemohl dále vydržet žít s myšlenkou na zánik Doris, který musel vysílat, a protože ani ve své moudrosti a prognostických schopnostech nemohl spatřit naději na záchranu, zemřel (árie Mimarobeho Nej, jag får tvärtom rapportera). Chefone se nejprve směje, pak ale obviní Mimarobeho a Isagel, že to oni nakazili Mimu smutkem, a dává je uvrhnout do vězení na nejspodnější palubě (árie Men ni var skuld till mimans olycksöde).
(2. obraz) (Zrcadlová síň) Beznaděj lidí se projevuje různě. Čtyři ženy – Yaal, Libidel, Chebeba a Gena – lascivně tančí s vlastními zrcadlovými obrazy a Daisi Doody jako mužatka (La Garçonne) zpívá dráždivou píseň o Libidelle (Lib i della räck mig ditt Istumskrus). Muži se naopak účastní kajícné mše sloužené hlavními techniky (sbor Stån upp till svars. Den tunga vredens murar). Vstupuje slepá básnířka a přináší s sebou kult Světla; její „píseň beze slov“ (vokalíza) strhuje osazenstvo Ariany.
(3. obraz – Sál světelného roku) Všichni se shromáždili na oslavu dvacátého výročí dne, kdy se Aniara vydala na svou osamělou cestu. Chefone má novou masku (Chefone II), je humánnější a vědom si vlastní nepatrnosti (árie se sborem Goldondern Aniara) S hlavními techniky přináší rakev s tělem prvního inženýra, který právě zemřel; jeho ostatky jsou v záchranném člunu vystřeleny směrem k Rigelu (árie Chefoneho Vår förste ingenjör).
Vstupuje slepá básnířka a nadšeně sděluje svou vizi – vidí nebeské město osvětlené boží září- Technici se tento „zázrak“ snaží zamluvit vědeckým žargonem, ale cestující i část vesmírných kadetů se přidávají k básnířčinu zpěvu. Na Chefoneho pokyn zbytek kadetů a technici nastolují znovu pořádek a básnířku odvádějí „lékaři“ (scéna Jag ser en härlig syn… Ja, frågan gäller underverksfrekvensen).
(4. obraz) Poslední noc v Mimině sále. Isagel i Mimarobe byli propuštěni. Isagel tančí svůj poslední tanec a je slyšet i zpěv slepé básnířky o blažené smrti (Jag anar dödens skugga) Matné světlo ozáří mrtvá těla na palubě Ariany, poslední vydechuje Mimarobe (árie Når den nam älskat nått till dödens dörr). Arianou postupuje vlna nirvány. Orchestr hraje stejný Morseův signál jako na začátku.

## Nahrávky
Existují dvě komerční nahrávky Aniary první byla pořízena v roce 1960 ve Vídni, kam byla Stockholmská inscenace převzata, a zachycuje většinu prvních představitelů, druhou pořídil švédský rozhlas roku 1984 v rámci přípravy obnovené inscenace ve stockholmské opeře. Žádná z nich však nezachycuje původního dirigenta Sixtena Ehrlinga, který se na konečné podobě díla podílel, ani sbor a orchestr Královské opery. Vedle toho existuje rozhlasový záznam světové premiéry Aniary, který však nebyl vydán na zvukovém nosiči.
- 1960 (vydáno 1962, 2 LP, Columbia M2S 902). Zpívají (slepá básnířka) Margareta Hallin, (Daisi Doody) Kjerstin Dellert, (1. hlavní technik) Sven Erik Vikström, (chefone) Arne Tyrén aj. Sbor a orchestr Wiener Volksoper řídí Werner Janssen.
- 1984 (vydáno 1985, 2 LP Caprice 2016, 2 CD Caprice 22016). Zpívají (slepá básnířka) Lena Hoel, (Daisi Doody) Viveka Anderberg, (Mimarobe) Erik Sædén, (chefone) Jerker Arvidson), (1. hlavní technik / slepý muž) Björn Haugan, (2. hlavní technik) Stefan Parkman, (3. hlavní technik) Mikael Samuelson, (komik Sandon) Thomas Sunnegårdh. Rozhlasový sbor (Radiokören) a Symfonický orchestr Švédského rozhlasu (Radiosymfonikerna) řídí Stig Westerberg. Caprice 2016 (2 LP); Caprice 22016 (2 CD)